# Art anticlérical
 (mai 2025).
Si vous disposez d'ouvrages ou d'articles de référence ou si vous connaissez des sites web de qualité traitant du thème abordé ici, merci de compléter l'article en donnant les références utiles à sa vérifiabilité et en les liant à la section « Notes et références ».
L'art anticlérical, aussi orthographié art anti-clérical, est un mouvement artistique qui trouve son origine durant la Réforme protestante au XVIe siècle en Hollande, et qui connaît un regain d'intérêt en France au XIXe siècle alors que l'anticléricalisme est important dans la classe politique. Les œuvres illustrent souvent les membres du clergé catholique (moines, prêtres, cardinaux, pape) dans des activités peu flatteuses ou mondaines, comme la chasse ou ayant des relations sexuelles, ou dans des appartements somptueux. 

## Galerie

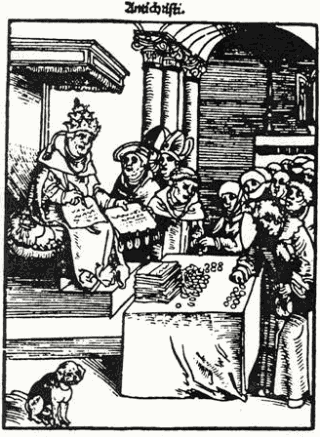
Antichristi de Lucas Cranach l'Ancien (1521). Dans cette gravure, le pape est représenté comme l'Antéchrist.
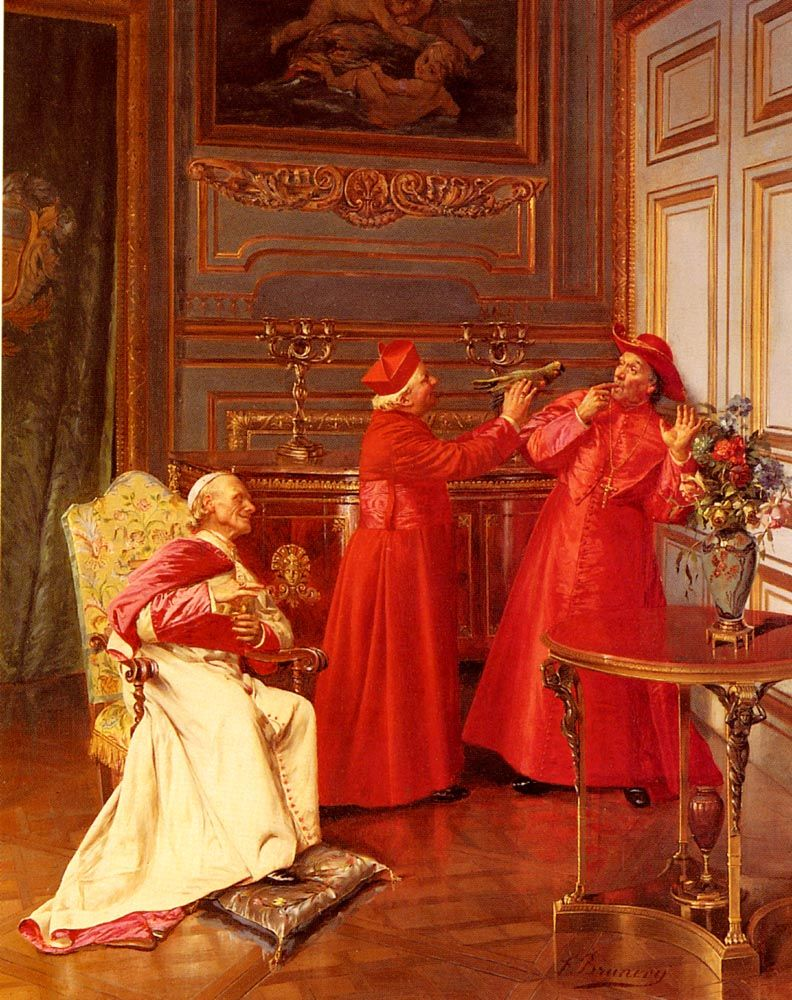
Non Abiate Paura (« N'ayez pas peur ») par François Brunery (vers 1900).
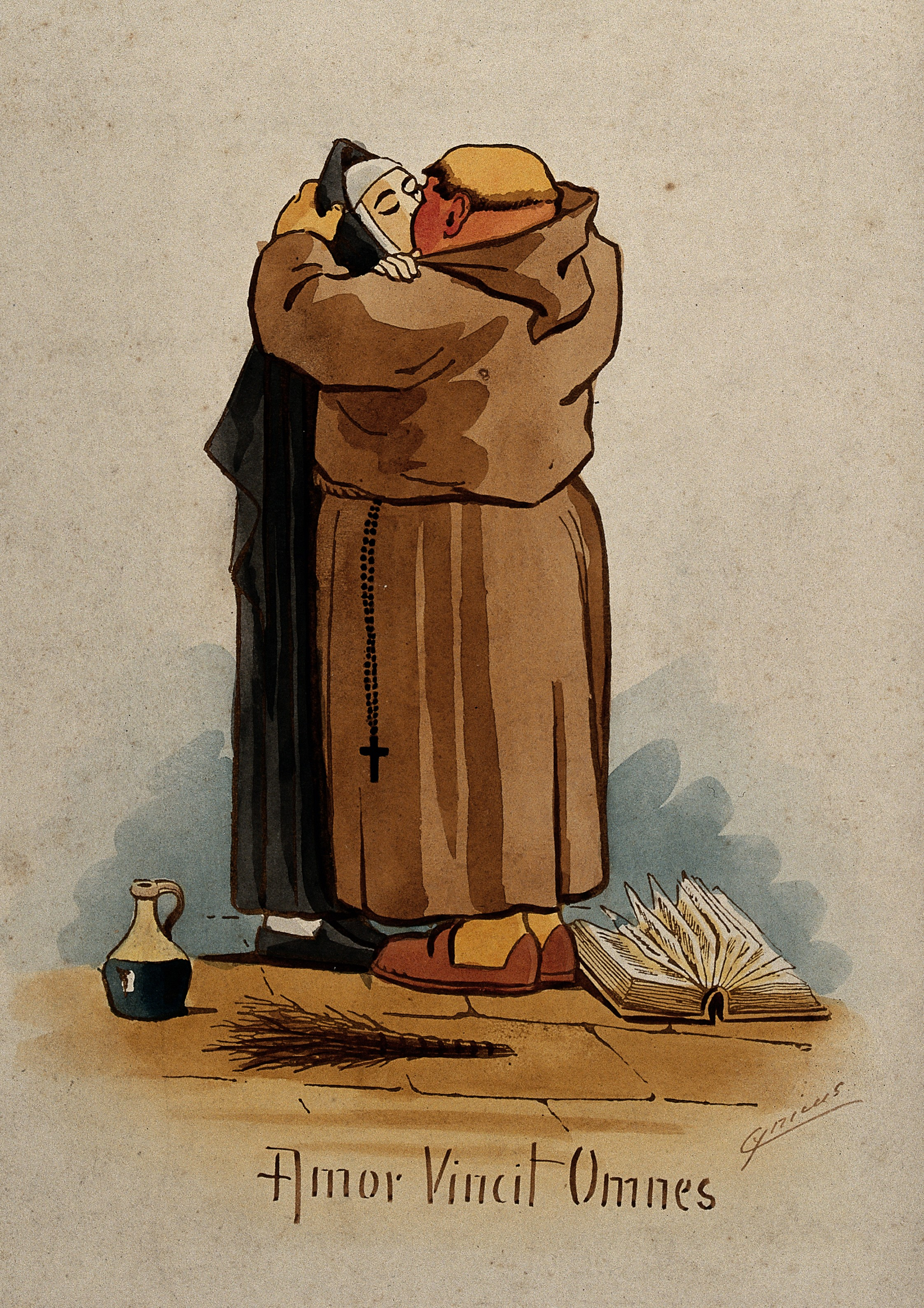
Amor Vincit Omne (« L’amour vient à bout de tout »), illustration anonyme du XXe siècle.
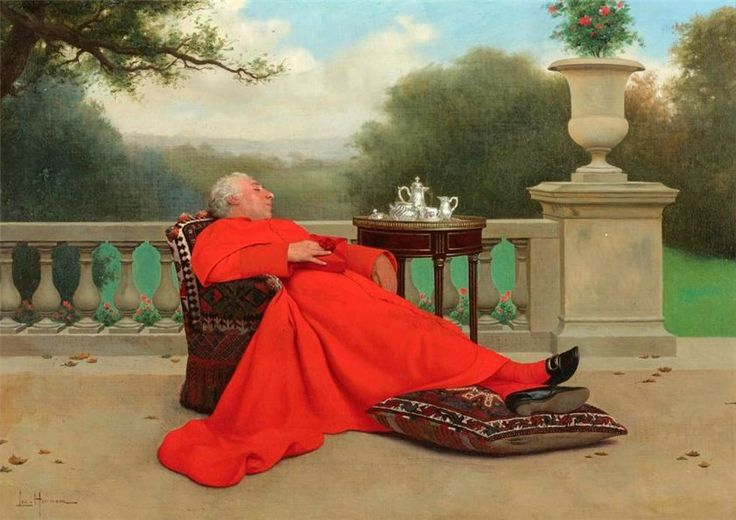
Le Repos du cardinal par Léo Herrmann (avant 1927).
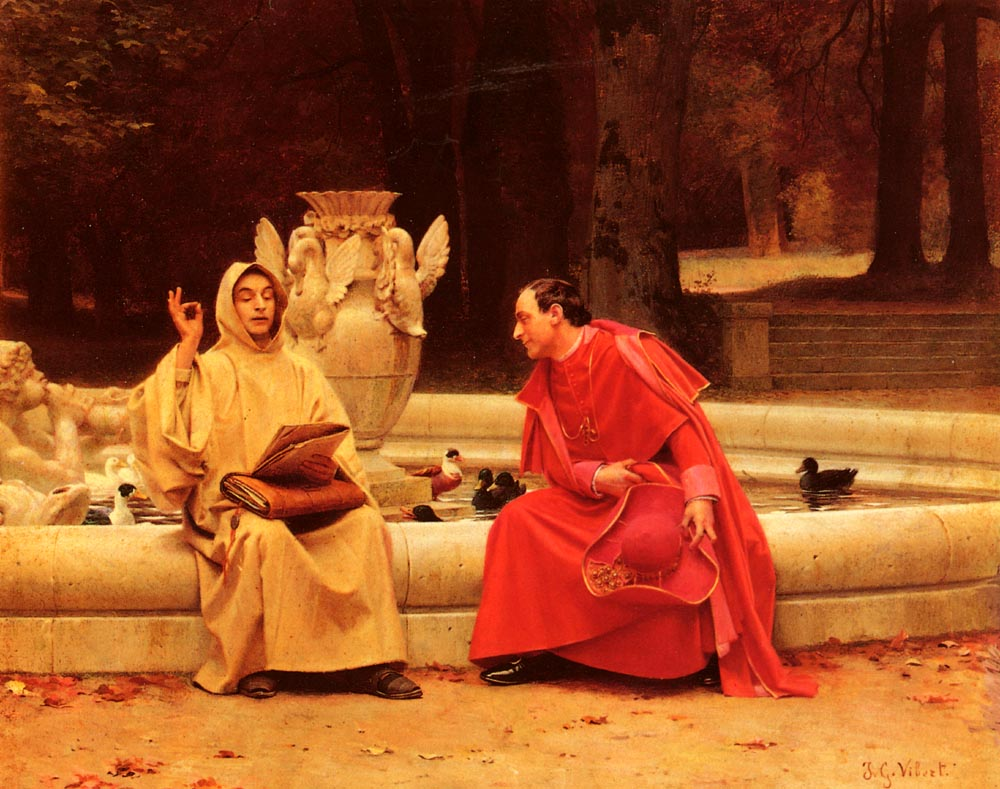
A Fine Point par Jean-Georges Vibert, XIXe siècle.